# تئا
تئا (به انگلیسی: Theia یا Thea) که همچنین تحت نام یوریفسا (یونانی باستان: Εὐρυφάεσσα, «درخشان پهناور») شناخته می‌شود، یکی از تیتان‌ها، فرزندان گایا، ایزدبانوی زمین و اورانوس، ایزد آسمان در اسطوره‌شناسی یونانی است. نام تئا به تنهایی به معنی الهه است. او ایزدبانوی بینایی و نور درخشان آسمان آبی است، و به‌طور گسترده الهه‌ای که به طلا، نقره و جواهرات درخشندگی و ارزش ذاتی آن‌ها را عطا کرده است.
او با برادر خود هیپریون ازدواج کرد که از او صاحب سه فرزند با نام‌های هلیوس (خورشید)، سلنه (ماه) و ائوس (سحرگاه) شد. به نظر می‌رسد او همان شخصیت آئترا باشد که در برخی روایات همسر هایپریون و مادر فرزندان اوست.

## خانواده
روایت‌های اولیه به او خاستگاهی نخستین داده‌اند و گفته می‌شود که او دختر بزرگ گایا (زمین) و اورانوس (آسمان) بوده است. بنابراین او خواهر تیتان‌ها (اوکئانوس، کریوس، هیپریون، یاپتوس، کئوس، تمیس، رئا، فوبه، تتیس، نماسینی، کرونوس و بعضی مواقع دیونه) سیکلوپ‌ها، هکاتونکایر، گیگانت‌ها، ملیای، الهه‌های انتقام، و خواهر ناتنی آفرودیته (در برخی نسخه‌ها)، تایفون، پایتون، پونتوس، تائوماس، فورسیس، نرئوس، اوریبیا و ستو است. او از برادرش هیپریون صاحب سه فرزند به نام‌های هلیوس، سلنه و ائوس شد.
رابرت گریوز نقل می‌کند که در اسطوره‌های مربوط به دوران باستان کلاسیک، از تئا به عنوان یوریفسای گاوچشم که هلیوس را به دنیا آورد، یاد شده است.